# الیاس (خوزستان)
الیاس خوزستان نام روستایی در دهستان آبژدان شهرستان اندیکا در استان خوزستان است.	